# Teknokrati
För styrelseskicket, se teknokrati (styrelseskick).
Teknokrati är en social design som strävar efter en resursbalans inom ramen för ett kretsloppssamhälle som ska kunna optimeras genom tekniska lösningar. Det är ett socio-ekonomiskt system, som grundades av ingenjören Howard Scott 1933. Tanken är att prissystemet skall ersättas med energiberäkning, och den kontinentala maskinparken skall administreras av ingenjörer som är specialiserade inom sina områden. Systemet vilar på medborgarlön i form av energikrediter samt automatiserad produktion. Detta innebär att invånarna i ett teknat garanteras ett grundläggande välstånd liksom en betydligt högre ledighet än idag, enligt teknokraterna. 
Teknokrati har förknippats med den teknokratiska rörelsen, som anser att dagens marknadsekonomi kommer att kollapsa och leda till en kollaps för civilisationen på grund av sina inre motsättningar (oförmågan att distribuera ut överflöd), och att det enda alternativet är att införa ett teknokratiskt samhällsskick.
Teknokrati som en ideologi för ett kretsloppssamhälle baserat på tekniska lösningar skall inte förväxlas med en helt annan ideologi med samma namn, som handlar om hur makt skall fördelas i samhället.